# Ацеломорфи
Ацеломорфите (Acoelomorpha) са дискутируем подтип на животните с подобни на планула характеристики. Преди се е считало, че принадлежат към тип Platyhelminthes (плоски червеи). През 2004 г. молекулярни изследвания показват, че те са отделен тип. Въпреки че тяхната позиция в дървото на живота е спорна, повечето изследователи смятат, че те са базова форма сред Bilateria, малко по-развити от Cnidaria. Последните (2011) резултати показват, че те (заедно с Xenoturbella) може би се намират близо до основата на deuterostomia.
По-рано (2007) изследвания отхвърлят възможността типът да е парафилетичен, а Acoela и Nemertodermatida да са отделни клонове.
Acoela са почти изцяло морски животни, обитаващи седимента, плуващи като планктон или прикрепени по водорасли. Acoela имат статоцист, което предполага, че могат да се ориентират спрямо гравитацията. Техните меки тела ги правят трудни за класифициране.

## Класификация
Подтип Ацеломорфи
- Клас Acoela
  - Семейство Actinoposthiidae
  - Семейство Anaperidae
  - Семейство Antigonariidae
  - Семейство Antroposthiidae
  - Семейство Childiidae
  - Семейство Convolutidae
  - Семейство Dakuidae
  - Семейство Diopisthoporidae
  - Семейство Euacoela
  - Семейство Hallangiidae
  - Семейство Haploposthiidae
  - Семейство Hofsteniidae
  - Семейство Isodiametridae
  - Семейство Mecynostomidae
  - Семейство Nadinidae
  - Семейство Otocelididae
  - Семейство Paratomellidae
  - Семейство Polycanthiidae
  - Семейство Proporidae
  - Семейство Sagittiferidae
  - Семейство Solenofilomorphidae
  - Семейство Taurididae
- Клас Nemertodermatida
  - Семейство Ascopariidae
  - Семейство Nemertodermatidae

## Анатомия
Acoela са много малки сплескани червеи, обикновено под 2 mm дължина (Symsagittifera roscoffensis около 15 mm), които не разполагат с черва. Храносмилането се осъществява чрез синцитиум, който образува вакуола около погълнатата храна. Нямат епителни клетки по лигавицата на храносмилателната валуола, въпреки че понякога има къс фаринкс, водещ от устата до вакуолата.
Acoelomorpha приличат на плоски червеи в много отношения, но имат по-просто анатомично устройство, което не се изчерпва с липсата на черва. Както плоските червеи, те нямат кръвообращение или дихателна система, но също не разполагат и с отделителна система. Те нямат истински мозък или ганглии, а просто мрежа от нерви под епидермиса. Нервите са малко по-концентрирани към предния край на животното. Сетивните органи включват един статоцист и в някои случаи много примитивни пигментни оцелии, позволяващи им установяването на посоката на светлинния източник.
Те са хермафродити, като нямат полови жлези и проводи свързани с репродуктивната система. Вместо това, гаметите се произвеждат от мезенхимни клетки, които изпълват тялото между епидермиса и храносмилателната вакуола.